# Natalia Bode
Natalia Bode, nata Natal'ja Fedorovna Bode, (in russo Ната́лья Фёдоровна Боде́´) (Kiev, 30 dicembre 1914 – Mosca, 2 luglio 1996), è stata una fotografa sovietica.

## Biografia
Figlia di Fedor Fedorovich e di Vera Alexandrovna Kudritskaya, due insegnanti, lui di una scuola tecnica, lei elementare. Si laureò a Kiev in ingegneria meccanica.
Bode viene ricordata per aver preso parte, come volontaria, in qualità fotoreporter alla seconda guerra mondiale, in particolare per essere stata presente alla battaglia di Stalingrado e per aver seguito l'esercito sovietico in marcia verso Berlino. Le sue immagini, realizzate con la sua Leica IIIa, sono state pubblicate nel corso del conflitto sui vari giornali sovietici: Pravda, Krasnaja Zvezda, sulla rivista settimanale illustrata Ogonëk, una delle più antiche della Russia. Le sue fotografie vennero pubblicate anche sui giornali stranieri tramite l'agenzia di Stato internazionale RIA Novosti.
Venne soprannominata, dopo la battaglia di Kursk, la "Tigre" per essere riuscita a fotografare il celebre Panzer VI Tiger I ritenuto indistruttibile ma che invece fu forato da una cannonata nella piana di Kursk. La battaglia iniziò il 5 luglio e proseguì fino al 10 con la sconfitta nazista.
In quel particolare frangente, il responsabile del fronte sovietico, il tenente generale Sergej Galadzev si rese conto che era necessario, anche per il morale delle truppe, dimostrare che i famigerati "Tigre" potevano essere abbattuti. Il 7 luglio, secondo quanto riportano le cronache, in un momento di calma dei combattimenti, avendo visto con altri soldati un "Tigre" danneggiato da un colpo di cannone, Bode decise di avvicinarsi per fotografarlo, strisciando, pancia a terra, tra i soldati tedeschi morti. La foto con i militari sovietici che mostrano il foro del cannone sul fianco del carro armato fu immediatamente pubblicata sui giornali ed i volantini distribuiti alle truppe. Per il coraggio dimostrato ricevette l'Ordine della Stella rossa.
Già prima della guerra aveva lavorato per l'agenzia di stampa TASS dal 1938 a Kiev, città dove ha anche studiato fotografia. Dopo la guerra pubblicò il libro fotografico Дорогами войны (Sulle strade della guerra) per l'editore Detizdat. Ha vissuto e lavorato da Mosca per il quotidiano ucraino "Radyanska Kultura". Anche se ha preso parte a varie mostre collettive, non ha mai allestitito una personale. La prima mostra personale di Natalia Bode è stata organizzata nel 2005 presso la Galleria "PhotoSoyuz" di Mosca dal titolo Da Stalingrado a Berlino. Fotografie di guerra.

## Vita privata
Natalia sposò il fotoreporter Boris Kazyuk, dal quale ebbe un figlio, Sascha, prima dell'inizio della seconda guerra mondiale, dove lui perse la vita. Bode lasciò il figlio dai nonni materni e anche lei andò come fotoreporter al fronte dove conobbe il poeta Yevgeny Dolmatovsky che sposò, con cui visse per 15 anni e da cui ebbe una figlia, Natalya, nata nel 1947.

## In memoria
Le fotografie di Bode sono state riscoperte dalla figlia e dal nipote solo dopo la sua morte, ritrovando i negativi che aveva conservato.
Nel 2020, il nipote di Natalia Bode, Vasily Kutin, in collaborazione con Denis Bobkin, ha pubblicato il racconto The Tiger’s Dream (parte della trilogiaSoldier’s Dream), che racconta l’impresa della Bode nella battaglia di Kursk nell’estate del 1943. La copertina del libro utilizza le fotografie di guerra di Natalia Bode. Egli ricorda che la nonna ha parlato pochissimo della guerra ma l'archivio che ha rinvenuto è vastissimo, anche se alcuni scatti sono danneggiati e persi per sempre.

## Galleria d'immagini

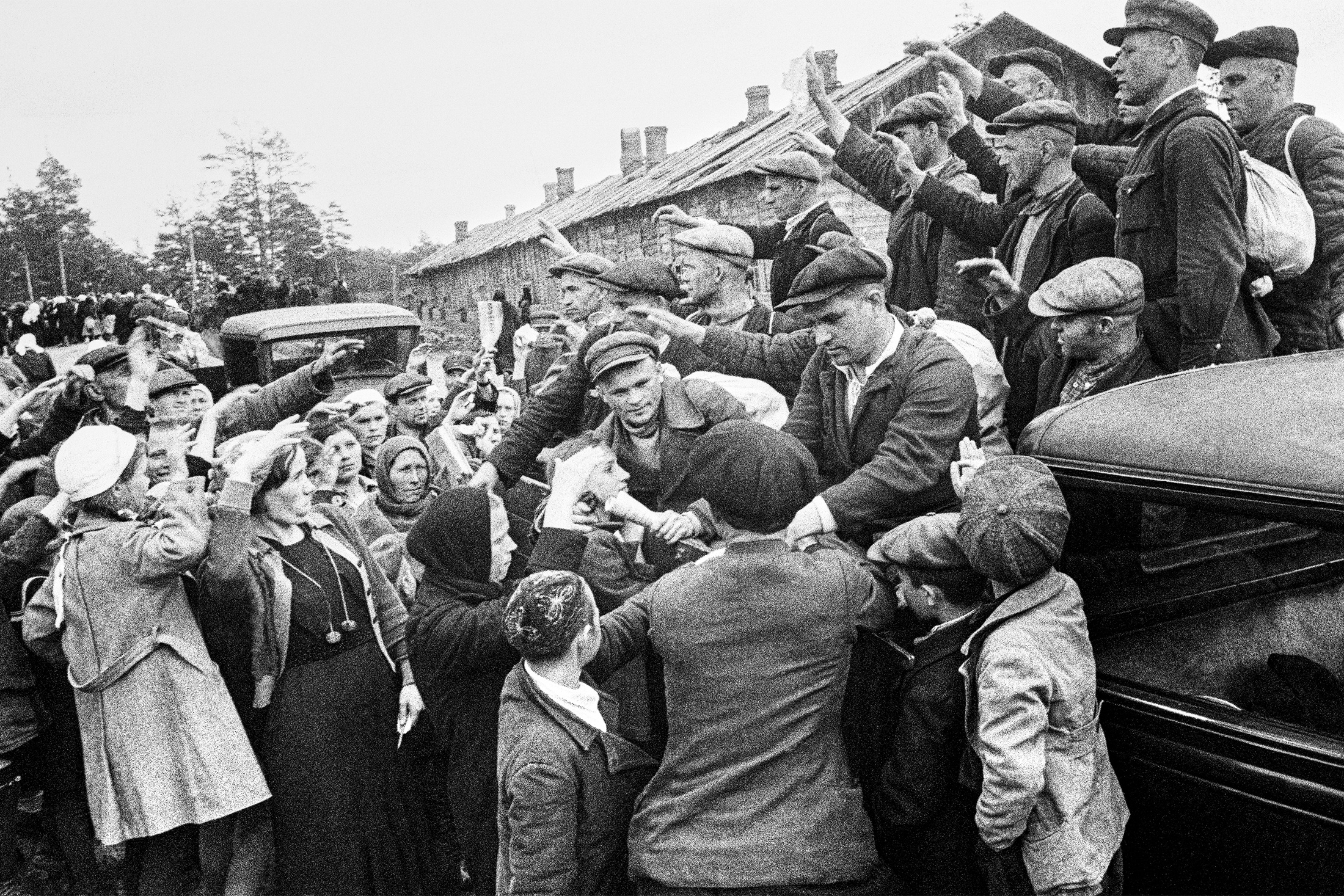
Il saluto dei volontari in partenza arruolarsi, 1941
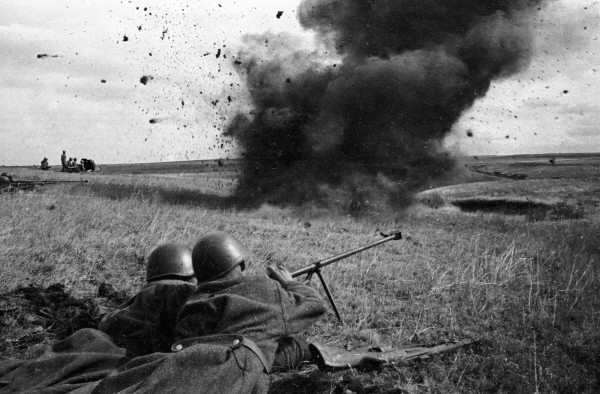
Fucilieri anticarro nella battaglia di Kursk, 1943
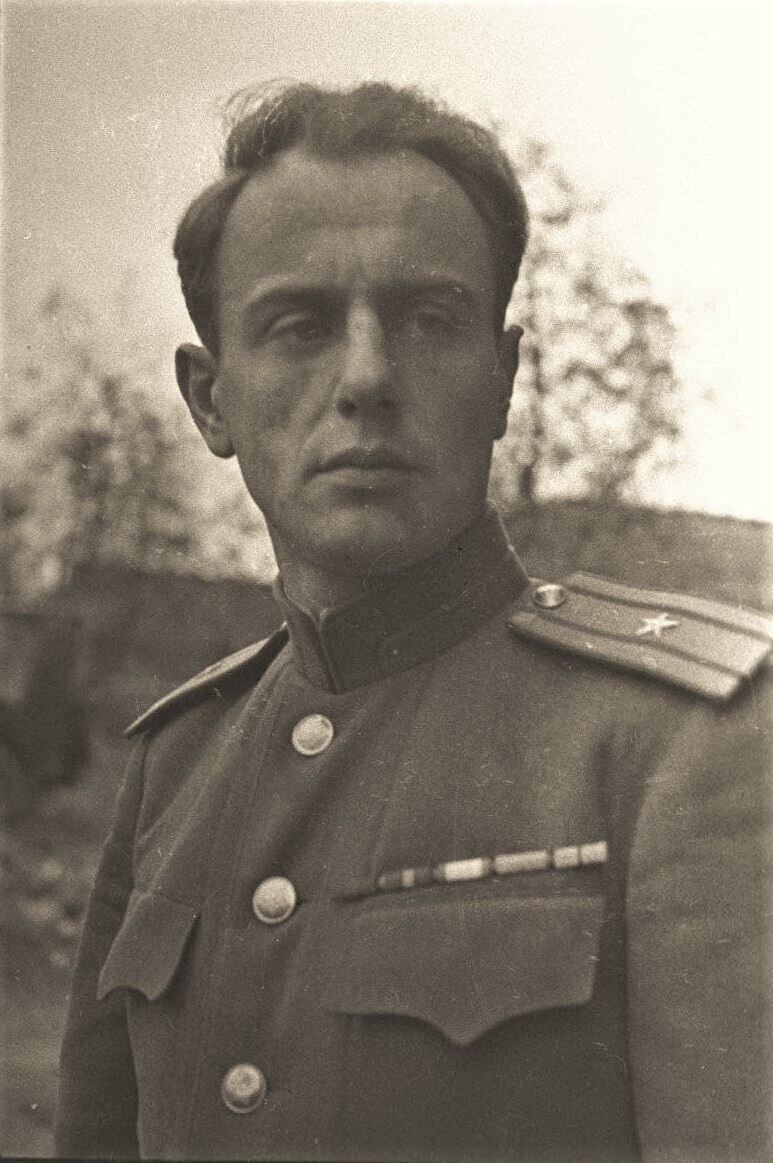
Ritratto di Yevgeny Dolmatovsky, 1945